# Austin Powers - Il controspione
Austin Powers - Il controspione (Austin Powers: International Man of Mystery) è un film del 1997 diretto da Jay Roach, basato sui personaggi nati dalla fantasia del comico canadese Mike Myers, autore del soggetto e della sceneggiatura della pellicola. Si tratta del primo capitolo dell'omonima serie di film.
Il film rappresenta una parodia dei primi film incentrati sulla figura dell'agente segreto James Bond (in particolare quelli interpretati da Sean Connery) ma Myers non si limitò a sbeffeggiare il celebre 007, prendendo di mira l'intero mondo delle spy story come dimostrano i numerosi riferimenti alla produzione Il nostro agente Flint (1966) con James Coburn. Molto curate sono anche le macchiette dei personaggi di contorno e l'ambientazione anni sessanta presente nella prima parte del film.

## Trama
Nella Londra del 1967, Austin Powers è un giovane che segue tutti i dettami della moda di Carnaby Street, va alle feste e frequenta molte ragazze. Di giorno fa il fotografo di moda, di notte diventa una spia pronta a mettersi al servizio di Sua Maestà al primo accenno di guai. Dopo aver compiuto l'ultima missione, il suo acerrimo nemico, il pericolosissimo Dottor Male, viene ibernato, al che Austin accetta di essere ibernato a sua volta per essere pronto a combatterlo.
Dopo trent'anni, nel 1997, il dottor Male si risveglia per continuare il suo folle piano, che prevede la conquista del mondo, per scoprire che il suo scagnozzo Numero 2 ha trasformato Virtucon, il fronte legittimo dell'impero del male, in un'impresa multimiliardaria. Disinteressato agli affari, il dottor Male cospira per rubare armi nucleari e tenere in ostaggio il mondo per 1 milione di dollari. Aumenta la sua domanda a 100 miliardi quando scopre che il valore del dollaro è diminuito a causa dell'inflazione. Il dottor Male apprende anche che, durante la sua assenza, i suoi soci hanno creato artificialmente suo figlio, Scott Male, usando il suo seme congelato. Ora un adolescente della Generazione X, Scott è risentito per l'assenza di suo padre e resiste ai suoi tentativi di avvicinarsi a lui.
Avendo saputo del ritorno del dottor Male, il Ministero della Difesa britannico scongela Austin, acclimatandolo agli anni '90 con l'aiuto dell'agente Vanessa Kensington, la figlia della sua assistente degli anni '60, la signora Kensington. Fingendosi una coppia sposata, Austin e Vanessa seguono Numero 2 a Las Vegas e incontrano la sua segretaria italiana, Annabella Fagina. Austin si infiltra nell'attico di Fagina e scopre i piani del dottor Male di perforare con una testata nucleare il nucleo della Terra e innescare eruzioni vulcaniche in tutto il mondo. Fagina scopre Austin e lo seduce per scoprire la sua identità. Il dottor Male e il suo entourage cospirano per sconfiggere Powers creando una serie di fembots: bellissime androidi femminili dotate di pistole nascoste nei loro seni.
Austin e Vanessa si infiltrano nel quartier generale della Virtucon, ma vengono catturati dallo scagnozzo del Dr. Male, Incarico Casuale. Nel frattempo, le Nazioni Unite aderiscono alle richieste del Dr. Male, che continua comunque con il suo piano. Austin e Vanessa sfuggono alla trappola mortale del dottor Male e Austin si confronta con le fembots, seducendole con uno spogliarello che le fa esplodere. Le forze britanniche fanno irruzione nella tana sotterranea, mentre Austin disattiva il dispositivo del giorno del giudizio. Affronta poi il dottor Male, ma Fagina arriva tenendo Vanessa in ostaggio. Vengono interrotti da Numero 2, che tenta di tradire il Dr. Male stringendo un patto con Austin. Il dottor Male usa una botola per eliminare Numero 2, quindi attiva il meccanismo di autodistruzione della base e fugge. Austin e Vanessa fuggono mentre un'esplosione nucleare distrugge la tana.
Austin e Vanessa si sposano. Durante la loro luna di miele, Austin viene attaccato da Incarico Casuale e lo sottomette usando una pompa per il pene, permettendo a Vanessa di metterlo fuori combattimento. Gli sposi si aggiornano sul balcone. Tra le stelle, Powers individua la camera criogenica del dottor Male, che giura vendetta.

## Personaggi
Quasi tutti i personaggi di Austin Powers - Il controspione rappresentano la parodia, la caricatura o la macchietta di alcuni personaggi della saga di James Bond. Per quanto riguarda questo film, il confronto tra l'originale e la copia comica è questo:
| Personaggio        | parodia di                    |
| ------------------ | ----------------------------- |
| Austin Powers      | James Bond                    |
| Vanessa Kensington | Una qualunque delle Bond Girl |
| Dottor Male        | Ernst Stavro Blofeld          |
| Numero 2           | Emilio Largo                  |
| Annabella Fagina   | Pussy Galore                  |
| Frau Farbissina    | Rosa Klebb                    |
| Incarico Casuale   | Oddjob                        |

Infine anche il gatto del Dottor Male, il Signor Bigolo (uno sconsolato Sphynx), è una parodia del gatto persiano di Ernst Stavro Blofeld.

## Distribuzione

### Edizioni home video
Nel 2012 sono uscite nuove le versioni DVD e Blu-Ray distribuite dalla Pulp Video. Tuttavia, gli home video sono stati realizzati basandosi sulla versione statunitense del film che, rispetto alla versione uscita nel 1997, presenta numerose scene modificate o tagliate, tanto da ridurre la durata complessiva del film di ben 5 minuti. Questa versione ridotta è la stessa che viene utilizzata nei passaggi televisivi e che si può trovare sulle piattaforme di streaming.

## Accoglienza

### Incassi
Il film ha debuttato al secondo posto al botteghino americano con $9,5 milioni di dollari incassati nel primo weekend. Il film ebbe un buon successo di pubblico: costato 16 milioni e mezzo di dollari, ne incassò 53 nel Nord America e circa 15 nel resto del pianeta. Complessivamente ha incassato $67.683.989.

### Critica
Il sito Rotten Tomatoes ha riportato che il 69% delle recensioni professionali ha dato un giudizio positivo sul film. Nonostante la maggior parte dei critici abbia stroncato il film, Austin Powers: Il controspione ha avuto molto seguito soprattutto tra i giovanissimi che apprezzarono molto i tormentoni di Austin e del crudele dottor Male e la comicità grottesca e demenziale dei personaggi.

## Riconoscimenti
- 2 Saturn Award 1998: miglior film di fantascienza, Saturn Award per il miglior film fantasy
- 2 MTV Movie Awards 1998: miglior cattivo (Mike Myers), miglior sequenza di ballo

## Riferimenti culturali
Per sceneggiare e realizzare questo film lo sceneggiatore canadese ed il regista statunitense non si sono ispirati soltanto alla celebre spia di Ian Fleming: alcune piccole scene derivano dalla visione di altri spettacoli.
- La parte introduttiva del film è un omaggio a Tutti per uno e ai Beatles.
- L'idea dell'ibernazione era già presente in Demolition Man.
- La sequenza in cui Austin Powers riottiene i suoi imbarazzanti effetti personali dopo lo scongelamento ricorda molto da vicino la sequenza iniziale di The Blues Brothers in cui John Belushi, appena uscito di prigione, ritira a sua volta i propri effetti personali (tra cui un preservativo usato).
- La signora Kensington e sua figlia Vanessa somigliano, caratterialmente e fisicamente, al personaggio di Emma Peel nella serie Agente speciale.
- L'aiutante tedesca del dottor Male si chiama Frau in onore di Frau Blücher, personaggio secondario di Frankenstein Junior. Il cognome invece è una storpiatura del superlativo assoluto italiano "furbissima".
- Il figlio del dottor Male, Scott, appare per la prima volta vestito con una t-shirt stampata col volto di Kurt Cobain, leader dei Nirvana e accompagnato da un motivo che ricorda Smells Like Teen Spirit, celeberrimo singolo della band.
- La voce del dottor Male è l'imitazione di quella dell'attore comico canadese Lorne Michaels.
- Alcuni vezzi stilistici di Austin Powers ricordano quelli di Jason King, protagonista di un telefilm degli anni sessanta.

## Sequel
La pellicola ha avuto due sequel: Austin Powers - La spia che ci provava nel 1999 e Austin Powers in Goldmember nel 2002.

## Curiosità
- Tra i numerosi produttori compare anche l'attrice Demi Moore, la quale pare abbia rifiutato la parte della protagonista femminile Vanessa Kensington per potersi meglio concentrare sui due film "seri" che interpretò nel 1997 (Soldato Jane e Harry a pezzi).
- Nella classifica del canale televisivo statunitense Bravo, questo film è arrivato 41º nella lista delle 100 pellicole più simpatiche della storia.
- Tra i cameo del film compare non accreditato Christian Slater, nel ruolo di una guardia del dottor Male che si fa ipnotizzare, e Clint Howard come funzionario del Ministero della difesa. Questi poi sarà presente in tutti e tre i film. È in scena, accreditato, un ancora sconosciuto Will Ferrell nel ruolo del tirapiedi Mustafà del dottor Male. Infine compare in un veloce cameo anche Carrie Fisher come psichiatra di un gruppo dove il dottor Male e Scott vanno per risolvere i loro problemi familiari.
- Nel terminare la seconda videochiamata alle Nazioni Unite, il dottor Male proietta per sbaglio una puntata di Beavis and Butt-Head.